# Stephen Daitz
 (mai 2023).
Si vous disposez d'ouvrages ou d'articles de référence ou si vous connaissez des sites web de qualité traitant du thème abordé ici, merci de compléter l'article en donnant les références utiles à sa vérifiabilité et en les liant à la section « Notes et références ».
Stephen Daitz (né le 16 août 1926 à New York et mort le 19 juin 2014 dans la même ville) est un helléniste américain, spécialiste de la prononciation restituée du grec ancien,.

## Biographie
Ancien étudiant à l'Université Yale, à la Sorbonne et à l'Université Harvard, il a été l'élève de Jean Irigoin. De 1957 à 1991, il enseigne à la City University of New York et de 1971 à 1973 et de 1979 à 1980 à l'Université Paris-Sorbonne,.

## Axe de recherche
Stephen Daitz travaille d'abord sur le drame grec, en particulier l'Hécube d'Euripide. Puis il s'est consacré à la prononciation restituée et la mesure ancienne. Il récite et enregistre des textes grecs et latins entre 1978 et 1998. Il s'agit notamment de l'enregistrement complet de l'Iliade et de l'Odyssée, de l'Hécube d'Euripide, des Oiseaux d'Aristophane, de l'Apologie de Socrate de Platon et de divers recueils de poésie et de rhétorique de la Grèce antique, dont un guide de prononciation du grec ancien. Il a donné des récitations et des séminaires dans des universités d'Amérique du Nord et d'Europe, ainsi qu'en Australie et en Argentine, et fut le premier président de la Société pour la lecture orale de la littérature grecque et latine (SORGLL).